# 斯尼亚德茨基陨石坑
斯尼亚德茨基陨石坑（Sniadecki）是月球背面南半球一座古老的大撞击坑，约形成于酒海纪，其名称取自波兰哲学家、数学家及天文学家扬·希尼亚德茨基（Jan Śniadecki，1756年-1830年），1970年被国际天文学联合会正式批准接受。

## 描述

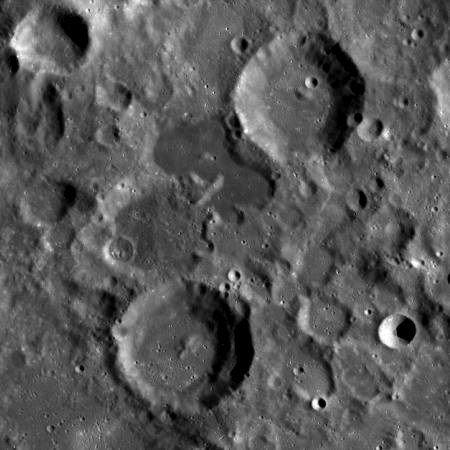
图中下方为斯尼亚德茨基陨石坑，上方是忘湖，月球勘测轨道飞行器拍摄。

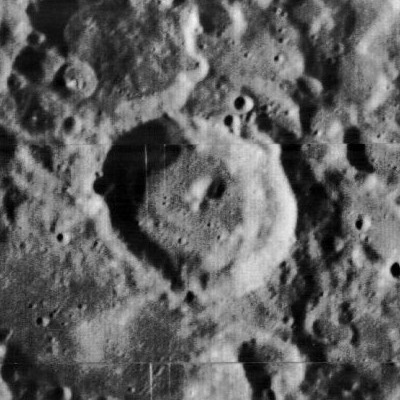
月球轨道器1号拍摄

该陨坑西北毗邻博克陨石坑；东北靠近莫霍洛维奇环形山；伦福德环形山横亘在南面；东南和西南分别坐落着沃克陨石坑和奥尔洛夫环形山，斯尼亚德茨基陨石坑则是忘湖。
该陨坑的中心月面坐标为22°17′S 168°50′W / 22.29°S 168.84°W，直径41.1公里，深度2.2公里。
斯尼亚德茨基陨石坑是一座圆碗状月坑，受侵蚀程度中等。外侧坡略有磨损，但坑口轮廓非常清晰，东北侧外壁显示有一叠累加在一起的小陨坑，北侧壁与较小的卫星坑"斯尼亚德茨基 Y"相接壤，而西南外壁则附靠在更大的卫星坑"斯尼亚德茨基 Q"上。斯尼亚德茨基陨坑的东侧壁最高，内侧坡也更宽，且带有阶地结构。坑壁平均高出周边地形1060米，内部容积约有1400公里3。坑底表面相对平坦，中心点偏东坐落着一座低矮的圆形山丘，带有一段向西南伸展的山脊。

## 卫星陨石坑
按惯例，最靠近斯尼亚德茨基陨石坑的卫星坑在月图上以字母标注在该坑中心点的旁边。
| 斯尼亚德茨基 | 纬度    | 经度     | 直径    |
| ------------ | ------- | -------- | ------- |
| F            | 22.4° S | 166.9° W | 12 公里 |
| J            | 24.7° S | 166.9° W | 27 公里 |
| Q            | 23.0° S | 170.1° W | 77 公里 |
| Y            | 21.1° S | 169.3° W | 35 公里 |

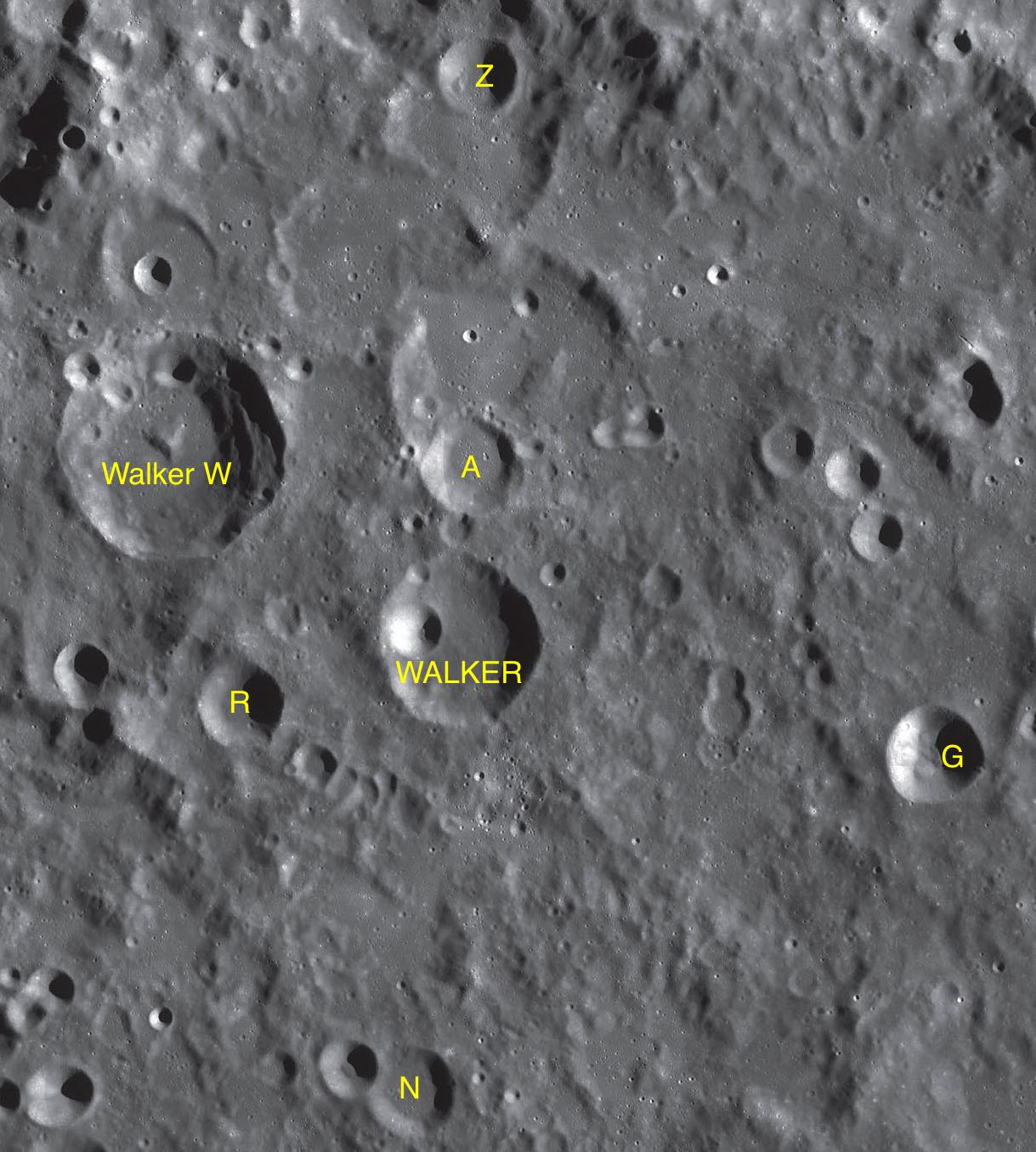
LAC-105 月图

- 卫星坑"斯尼亚德茨基 Q"形成于前酒海纪[1]。

## 另请参阅
- Andersson, L. E.; Whitaker, E. A. . NASA RP-1097. 1982.
- Blue, Jennifer. . USGS. July 25, 2007  [2007-08-05]. （原始内容存档于2012-04-08）.
- Bussey, B.; Spudis, P. . New York: Cambridge University Press. 2004. ISBN 978-0-521-81528-4.
- Cocks, Elijah E.; Cocks, Josiah C. . Tudor Publishers. 1995. ISBN 978-0-936389-27-1.
- McDowell, Jonathan. . Jonathan's Space Report. July 15, 2007  [2007-10-24]. （原始内容存档于2012-05-26）.
- Menzel, D. H.; Minnaert, M.; Levin, B.; Dollfus, A.; Bell, B. . Space Science Reviews. 1971, 12 (2): 136–186. Bibcode:1971SSRv...12..136M. doi:10.1007/BF00171763.
- Moore, Patrick. . Sterling Publishing Co. 2001. ISBN 978-0-304-35469-6.
- Price, Fred W. . Cambridge University Press. 1988. ISBN 978-0-521-33500-3.
- Rükl, Antonín. . Kalmbach Books. 1990. ISBN 978-0-913135-17-4.
- Webb, Rev. T. W.  6th revised. Dover. 1962. ISBN 978-0-486-20917-3.
- Whitaker, Ewen A. . Cambridge University Press. 1999. ISBN 978-0-521-62248-6.
- Wlasuk, Peter T. . Springer. 2000. ISBN 978-1-85233-193-1.